# Evangelisches Diakonissenhaus Berlin Teltow Lehnin
Das Evangelische Diakonissenhaus Berlin Teltow Lehnin ist eine als Stiftung organisierte diakonische Einrichtung mit Standorten in Berlin, Brandenburg und Halle. Sie ist vor allem in der Altenhilfe, der Kinder- und Behindertenhilfe sowie der Krankenpflege tätig. Zusammen mit mehreren Tochtergesellschaften bildet das Diakonissenhaus einen Unternehmensverbund mit mehr als 3.000 Mitarbeiterinnen und Mitarbeitern. Es ist damit einer der größten Arbeitgeber in der Region.
Die Einrichtung geht zurück auf das im Jahr 1841 gegründete Magdalenenstift in Berlin, aus dem sich Anfang des 20. Jahrhunderts das Evangelische Diakonissenhaus Berlin-Teltow entwickelte. Seine heutige Form erhielt es im Jahr 2004 durch Eingliederung des Luise-Henrietten-Stifts in Lehnin. Es ist eine der ältesten Einrichtungen evangelischer Nächstenhilfe in den Bundesländern Berlin, Brandenburg und Sachsen-Anhalt. Zu den Einrichtungen des Diakonissenhauses zählen heute
- Altenpflegeheime
- Geronto-psychiatrische Tagesstätten
- Einrichtungen für betreutes Wohnen von Senioren
- Wohngemeinschaften für geistig Behinderte
- Kindertagesstätten
- Grundschule
- Behindertenwerkstätten
- Hospize
- Beratungsstellen
- Krankenhäuser
  - Evangelisches Krankenhaus Ludwigsfelde-Teltow
  - Evangelisches Krankenhaus Luckau
  - Evangelisches Krankenhaus Frankfurt (Oder)
  - Diakoniekrankenhaus Halle
- Klinik für Geriatrische Rehabilitation
- Arztpraxen
- Zentrum Kloster Lehnin

## Geschichte

### Magdalenenstift in Berlin
Die Gründung des Diakonissenhauses geht zurück auf eine im Jahr 1840 begründete Initiative von Maria Anna Amalie von Hessen-Homburg, der Schwägerin von Friedrich Wilhelm III. von Preußen, und der Gräfin von Bohlen (geb. Walsleben, 1781–1857), die sich die Einrichtung eines sogenannten Magdalenenstiftes – also eines Heimes für sogenannte „gefallene Mädchen“ – in Berlin zum Ziel gesetzt hatte. 1841 wurde das Heim in der damaligen Hirschelgasse (Hirzelgasse), der heutigen Stresemannstraße, als Station mit zwölf Betten in einem Mietshaus etabliert. Durch „Allerhöchste Kabinetts-Ordre“ vom 26. Mai 1843 wurde die Institution mit Korporationsrechten ausgestattet und von da an als Berliner Magdalenenstift fortgeführt. Nach einem Zwischendomizil zog das Heim 1866 in ein eigenes Gebäude am Südufer des Plötzensees. Im 18. Jahrhundert gab es bereits eine gleichnamige Einrichtung auf dem Moabiter Werder.
Im Jahr 1876 bildete sich aus den Erzieherinnen eine Schwesternschaft, womit die Entwicklung des Magdalenenstiftes zu einem Diakonissenhaus begann. 1884 wurde die Diakonissenordnung angenommen, die im Wesentlichen der Ordnung der Schwesternschaften des Kaiserswerther Generalkonferenz entsprach, zu denen das Mutterhaus seit 1888 gehört. 1881 wurde in Niederschönhausen das „Mädchenrettungshaus Siloah“ zur Erziehung noch schulpflichtiger „gefährdeter Mädchen“ als Filiale des Stiftes gegründet. Darüber hinaus wurden Diakonissen ausgesandt, um weitere Stationen an anderen Orten zu übernehmen. Am 22. Januar 1885 wurde das Magdalenenstift vom Preußischen Finanzminister als „milde Stiftung“ – also als gemeinnützige Einrichtung – anerkannt.

### Diakonissenhaus in Teltow

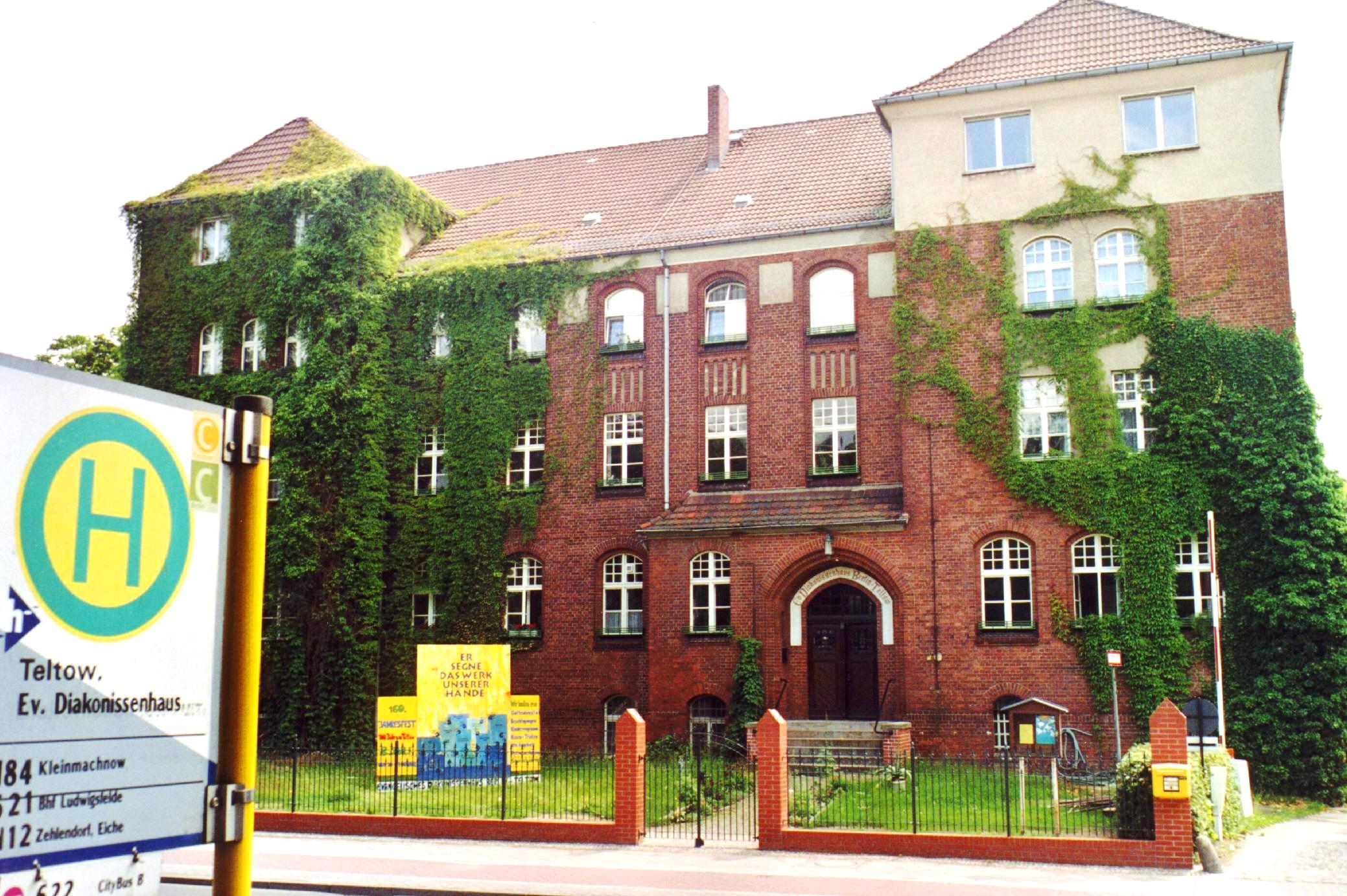
Das Mutterhaus in Teltow an der Lichterfelder Allee im Jahr 2001

1901 zog der Hauptsitz des Stifts von Plötzensee nach Teltow um, da das Gelände am Plötzensee für den Bau des Westhafens benötigt wurde. Das neue Stammgelände, für das neben dem Mutterhaus, dem Pfarrhaus und einer Wäscherei samt anliegendem Wohnhaus fünf weitere Gebäude für die Zöglinge des Heimes errichtet wurden, wurde am 24. September 1901 feierlich eingeweiht. 1906 wurde in Teltow eine eigene Anstaltskirchengemeinde für die Diakonissen, Mitarbeiter und Zöglinge eingerichtet, der zu Beginn 202 Glieder angehörten. Ihre Gottesdienste fanden in der bereits bei der Einweihung des Geländes geweihten Stiftskapelle im Mutterhaus statt. 1912/13 änderte die Stiftung ihren Namen in Evangelisches Diakonissenhaus Berlin-Teltow. Hierin spiegelt sich auch ein neues Selbstverständnis, das eine geänderte Sicht auf die betreuten Mädchen sowie eine Hinwendung zu anderen diakonischen Aufgaben einschloss.
Im Jahr 1919 wurden Pfarrer Max Wießner als neuer Vorsteher und Schwester Anna von Noël als neue Oberin berufen, die das Diakonissenhaus für die nächsten 20 bzw. 30 Jahre prägten. Ein Schwerpunkt ihrer Tätigkeit war die Profilierung der Ausbildung der Zöglinge. So enthielt der 1927 fertiggestellte „Sonnenhof“, ein landwirtschaftlicher Wirtschaftshof des Diakonissenhauses, eine Lehrküche. Zum bereits 1911 gegründeten Erzieherinnenseminar kamen 1935 die Ausbildung von staatlich anerkannten Kinderpflegerinnen sowie die Einrichtung einer Haushaltsschule hinzu. Personell zeigte sich diese Profilierung in der Berufung von Pfarrer Alfred Fritz als Leiter der Erziehungsarbeit des Hauses, der Wießner nach dessen Tod 1939 im Amt des Vorstehers nachfolgen sollte.
Als weiteres Tätigkeitsfeld kam ab 1927 der Betrieb eines neu errichteten Fachkrankenhauses für Geburtshilfe und Geschlechtskrankheiten hinzu. Um die wirtschaftliche Lage des Hauses zu verbessern, wurde ein Teil des Krankenhausneubaus als „Damenheim“, als Wohnmöglichkeit für gut zahlende ältere Frauen, genutzt. Außerdem gelang es Wießner, den Evangelischen Oberkirchenrat in Berlin davon zu überzeugen, eine Kollekte für das Diakonissenhaus Berlin-Teltow zu genehmigen, die in den Gemeinden der altpreußischen Kirchenprovinzen fast 32.000 Reichsmark erbrachte. Diese Kollekte wurde seitdem, bald für alle Diakonissenhäuser der Mark Brandenburg, jährlich gesammelt und existiert in abgewandelter Form bis heute. Ab den 1930er Jahren wandten sich die Diakonissen verstärkt der Betreuung geistig behinderter junger Frauen zu, auch weil in der Zeit des Nationalsozialismus Fürsorgezöglinge vor allem staatlichen Einrichtungen zugewiesen wurden. Das Diakonissenhaus stand damit vor der Aufgabe, die Schutzbefohlenen vor Maßnahmen der Euthanasie und Zwangssterilisationen zu bewahren.
Im September 1943 wurden durch Bombenangriffe ein Teil des Mutterhauses sowie ein Stallgebäude des Sonnenhofes zerstört. Im Frühjahr 1945 kam es zu Plünderungen und weiteren Zerstörungen. Nach notdürftigen Reparaturen wurden bald Flüchtlinge aufgenommen, das Krankenhaus erlangte als Not- und Behelfskrankenhaus über das Diakonissenhaus hinaus Bedeutung.

### Nach dem Zweiten Weltkrieg
Im Juni 1948 übersiedelten die verstreut lebenden Diakonissen des Evangelisch-lutherischen Diakonissenhauses Bethanien in Kreuzburg/Oberschlesien nach Teltow. Die Bewohner des 1888 gegründeten Diakonissenhauses waren im Januar 1945 vor den anrückenden sowjetischen Truppen gen Westen geflohen. Nach vorherigen Kontakten kam es im September 1948 zur Zustiftung des Kreuzburger Diakonissenhauses zum Evangelischen Diakonissenhaus Berlin-Teltow. Neue Oberin wurde die bisherige Kreuzburger Oberin Luise von Werdeck. Im Teltower Diakonissenhaus lebten nach der Vereinigung der beiden Häuser 167 Diakonissen.
In der Zeit der DDR änderte sich das Profil des Diakonissenhauses aufgrund der veränderten gesellschaftlichen Bedingungen grundlegend. Die Erziehungs- und Fürsorgearbeit kam völlig zum Erliegen. Stattdessen bildeten sich die heutigen Arbeitsfelder in den Grundzügen heraus.
Die Behindertenhilfe, zunächst für Kinder und Jugendliche, später auch für Erwachsene, wurde zu einem Schwerpunkt des Hauses. Zu der Heimbetreuung von geistig Behinderten kamen 1972 eine Werkstatt für Behinderte und ab 1983 ein geschützter Wohnbereich, das Fliednerhaus, hinzu. Für diese Zwecke wurden Gebäude des Sonnenhofes umgebaut, die in ihrer bisherigen Funktion nicht mehr benötigt wurden, da die landwirtschaftliche Eigenversorgung 1966 aufgegeben worden war. Die mit zehn Plätzen gestartete Werkstatt für Behinderte wuchs bis 1992 bis auf 120 Beschäftigte. 1973 entstand eine Tagesstätte für geistig behinderte Kinder.
Das Krankenhaus auf dem Gelände des Diakonissenhauses übernahm Aufgaben in der regionalen Krankenversorgung, seit 1963 diente es als internistisches Fachkrankenhaus. Die Altenpflege wurde als Bereich ausgebaut. In den 1970er Jahren entstanden eine Reihe von Neubauten, überwiegend Wohnhäuser für Mitarbeiter. Die bisherige Ausbildungsarbeit des Hauses wurde als kirchliche Ausbildung von Diakonen weitergeführt, seit 1956 in der Wirtschaftsdiakonie und seit 1964 in der Heilerziehungsdiakonie.

### Seit der Wiedervereinigung
Nach der Wiedervereinigung 1990 änderten sich die Rahmenbedingungen noch einmal grundlegend. Die bisherige kirchliche Ausbildung wurde bereits 1991 mit Gründung der Dietrich-Bonhoeffer-Fachschule für Sozialwesen in staatlich anerkannte Ausbildungsgänge überführt. Ebenfalls 1991 wurde die bisherige Tagesstätte für geistig behinderte Kinder und Jugendliche in die heutige Hans-Christian-Andersen-Schule, eine Förderschule mit dem sonderpädagogischen Schwerpunkt „geistige Entwicklung“, umgewandelt. 1994 wurde mit einer Außenwohngruppe für Menschen mit geistiger Behinderung die erste Einrichtung außerhalb des Stammgeländes des Diakonissenhauses eröffnet. 2006 wurde neben der bereits bestehenden Integrationskindertagesstätte Zoar eine weitere Kindertagesstätte, das Haus Morgensonne, und 2009 eine Grundschule in Trägerschaft des Diakonissenhauses gegründet.
Ab 1992 übernahm die Stiftung die Trägerschaft für mehrere bis dahin kommunale Behinderten- und Altenpflegeeinrichtungen sowie Krankenhäuser. Während einige dieser Einrichtungen in die Stiftung eingegliedert wurden, wurden andere zu gemeinnützigen GmbHs umgewandelt. Die Stiftung erweiterte ihr Tätigkeitsgebiet dadurch auf weitere Ortschaften in Brandenburg und wurde so zu einem an vielen Orten Berlins und Brandenburgs tätigen Unternehmensverbund. Darüber hinaus entstanden eine Reihe von Neubauten beispielsweise für altersgerechtes Wohnen oder Werkstätten für Behinderte.
Im Jahr 2004 wurde das bis dahin selbstständige Diakonissen-Mutterhaus Luise-Henrietten-Stift in Lehnin in die Stiftung eingegliedert, die ihren Namen nun in Evangelisches Diakonissenhaus Berlin Teltow Lehnin änderte. 2007 übernahm die Stiftung ein weiteres Diakonissenhaus, das Evangelische Lutherstift zu Frankfurt an der Oder, durch Überführung in eine gemeinnützige GmbH, deren alleinige Gesellschafterin die Stiftung ist.

## Das Diakonissenhaus heute
Das Diakonissenhaus Teltow ist eine gemeinnützige Stiftung mit Sitz in Berlin. Sie gehört dem Diakonischen Werk Berlin-Brandenburg-schlesische Oberlausitz an und ist ein kirchliches Werk im Sinne der Grundordnung der Evangelischen Kirche Berlin-Brandenburg-schlesische Oberlausitz. Den Vorstand der Stiftung bilden der Vorsteher, der ordinierter Pfarrer sein muss, die Oberin, die eine Diakonisse oder diakonische Schwester ist, und seit 1996 der Verwaltungsdirektor.